# Kopiec dwumianowy
Kopiec dwumianowy – struktura danych umożliwiająca łatwe wykonywanie zwykłych operacji kopcowych (insert, findmin, deletemin) oraz operacji łączenia kopców (meld). Jest to lista uporządkowanych (względem rzędu) drzew dwumianowych, które pamiętają elementy z uporządkowanego uniwersum w porządku kopcowym.

## Drzewo dwumianowe

Drzewa dwumianowe rzędu od 0 do 3: Każde drzewo dwumianowe zawiera wszystkie drzewa niższych rzędów. Na przykład drzewo dwumianowe rzędu 3 jest złożone z korzenia i drzew rzędu 2, 1 oraz 0 (zaznaczonych odpowiednio niebieskim, zielonym i czerwonym kolorem).

Drzewo dwumianowe (ang. binomial tree) Bk jest drzewem poszukiwań zdefiniowanym rekurencyjnie w sposób następujący:
- drzewo dwumianowe rzędu 0 składa się z jednego węzła (korzenia);
- drzewo dwumianowe rzędu {\displaystyle k} składa się z korzenia oraz jego dzieci, którymi są drzewa dwumianowe rzędów {\displaystyle k-1,k-2,\dots ,1,0} (dokładnie w tej kolejności).

Drzewo dwumianowe rzędu {\displaystyle k} ma {\displaystyle 2^{k}} węzłów i wysokość {\displaystyle k.}
Drzewo dwumianowe rzędu {\displaystyle k} może być łatwo zbudowane z dwóch drzew rzędu {\displaystyle k-1,} przez dołączenie jednego z nich jako najbardziej lewego syna do korzenia drugiego. Ta cecha jest kluczowa dla operacji łączenia, która jest główną przewagą kopców dwumianowych nad innymi kopcami.
Nazwa pochodzi od zależności {\displaystyle {\binom {n}{d}},} która mówi o liczbie węzłów na poziomie d drzewa dwumianowego rzędu {\displaystyle n.}

## Struktura kopca dwumianowego
Kopiec dwumianowy implementuje się jako zbiór drzew dwumianowych zachowujących własności kopca dwumianowego:
- Każde drzewo dwumianowe zachowuje własność kopca: wartość węzła jest większa lub równa niż wartość jego rodzica.
- W kopcu może znajdować się co najwyżej jedno drzewo z każdego rzędu.

Pierwsza własność gwarantuje, że każdy korzeń drzewa dwumianowego zawiera najmniejszą wartość w drzewie, co stosuje się do całego kopca.
Dzięki drugiej własności wiemy, że kopiec dwumianowy zawierający {\displaystyle n} elementów składa się z co najwyżej {\displaystyle \lg n+1} drzew dwumianowych. Istotnie, liczba i rzędy tych drzew są jednoznacznie wyznaczone przez liczbę elementów w kopcu: każde drzewo odpowiada jedynce w reprezentacji dwójkowej liczby {\displaystyle n.} Na przykład 13 to 1101 w systemie dwójkowym, {\displaystyle 2^{3}+2^{2}+2^{0},} a więc kopiec dwumianowy z 13 elementami będzie się składał z 3 drzew o rzędach 3, 2 i 0 (patrz rysunek niżej).

Przykładowy kopiec dwumianowy o 13 rozróżnialnych elementach.
Kopiec składa się z 3 drzew dwumianowych rzędów 0, 2 i 3.
W kopcu dwumianowym, operację findmin (znalezienia najmniejszego elementu) wykonuje się poprzez sprawdzenie wszystkich korzeni drzew dwumianowych. Wymaga to {\displaystyle O(\log n)} operacji.
Operacje insert wykonuje się w sposób analogiczny do dodawania liczby 1 w reprezentacji binarnej.
- Tworzymy drzewo dwumianowe o wielkości 1 zawierające dodawany element.
- Jeśli w kopcu nie ma drzewa o wielkości 1, dodajemy je na początku listy drzew i kończymy.
- Jeśli w kopcu jest drzewo o wielkości 1, dokonujemy złączenia obu drzew (tej samej wielkości). Wybieramy jedno z tych drzew (o mniejszym korzeniu), i dodajemy drugie drzewo jako jego potomka. Tworzymy w ten sposób drzewo dwumianowe o wielkości 2.
- Podobnie, sprawdzamy czy drzewo o tej samej wielkości istnieje już w kopcu, jeśli nie, dodajemy i kończymy, jeśli tak dokonujemy złączenia w analogiczny sposób, przy czym drugie drzewo zostaje dodane jako najbardziej lewy potomek, tak aby drzewo miało strukturę drzewa dwumianowego.
- Powtarzamy analogicznie te kroki, aż skończymy (ostatecznie dojdziemy do ostatniego drzewa, i wtedy kopiec będzie chwilowo pusty).

Procedura ta jest podobna do dodawania binarnego z przeniesieniem. Koszt obliczeniowy to {\displaystyle O(\log n)} operacji.
Operację meld (łączenia dwóch kopców), wykonujemy w identyczny sposób jak dodawanie dwóch liczb binarnych. Zaczynamy łączenie od najmniejszych drzew (najmniej znaczące bity w liczbie binarnej), i pamiętamy w razie potrzeby przeniesienie.
W rzeczywistości operację insert można rozumieć jako operację meld na oryginalnym kopcu i kopcu jednoelementowym (w jednym drzewem o wielkości 1).
W przypadku operacji deletemin (usunięcie najmniejszego elementu), najpierw wyszukujemy element (tak jak w findmin), usuwamy korzeń znalezionego drzewa wielomianowego i dokonujemy operacji meld z kopcem dwumianowym który powstałby z potomków tego drzewa (potomkowie ci to zbiór drzew dwumianowych, w których drzewa się nie powtarzają z konstrukcji, mają również właściwość kopca, a więc jest to też kopiec dwumianowy).